# Александър III Македонски (Енидже Вардар)
Александър III Македонски (на гръцки: Άγαλμα Μεγάλου Αλεξάνδρου) е паметник в Енидже Вардар на древномакедонския цар Александър III Македонски на кон. Паметникът е открит през 2009 година, а негов скулптор е Йоанис Алкайос.